# On the Beach (Neil Young)
| Recensione              | Giudizio |
| ----------------------- | -------- |
| AllMusic                |          |
| Rolling Stone           |          |
| Pitchfork               | 9.5/10   |
| Piero Scaruffi          | 7/10     |
| Robert Christgau        | A -      |
| Dizionario del pop rock |          |

(Neil Young, 1986)
On the Beach è un album discografico del cantautore canadese Neil Young pubblicato nel 1974 dalla Reprise Records.
È stato ristampato su supporto CD, in versione completamente rimasterizzata, solamente nel 2003, dopo insistenti richieste da parte dei fan.

## Descrizione
Il titolo si ispira a L'ultima spiaggia (On the Beach), film apocalittico di Stanley Kramer del 1959, basato sull'omonimo romanzo di Nevil Shute. Le atmosfere del disco sono dunque tragiche, anche se più visionarie ed oniriche rispetto a Tonight's the Night (registrato prima ma pubblicato dopo), come se si intravvedesse uno spiraglio di luce che chiuderà la "trilogia del dolore". L'impianto generale del disco è costituito da melodie abbozzate, da testi sognanti pervasi da una velata malinconia.
Come anche Tonight's the Night, On the Beach non fu un notevole successo all'epoca della pubblicazione originaria (16º posto negli Stati Uniti, 42° in Gran Bretagna), venendo accolto dai più come un'opera anti-commerciale, pessimista quanto non deprimente; ma con il passare degli anni è stato ampiamente rivalutato e la sua reputazione è enormemente cresciuta presso critici e fan (anche se comunque permangono i detrattori che puntano l'attenzione sulla monotonia di alcuni pezzi e sulla scarsa ispirazione melodica generale).

### Origine

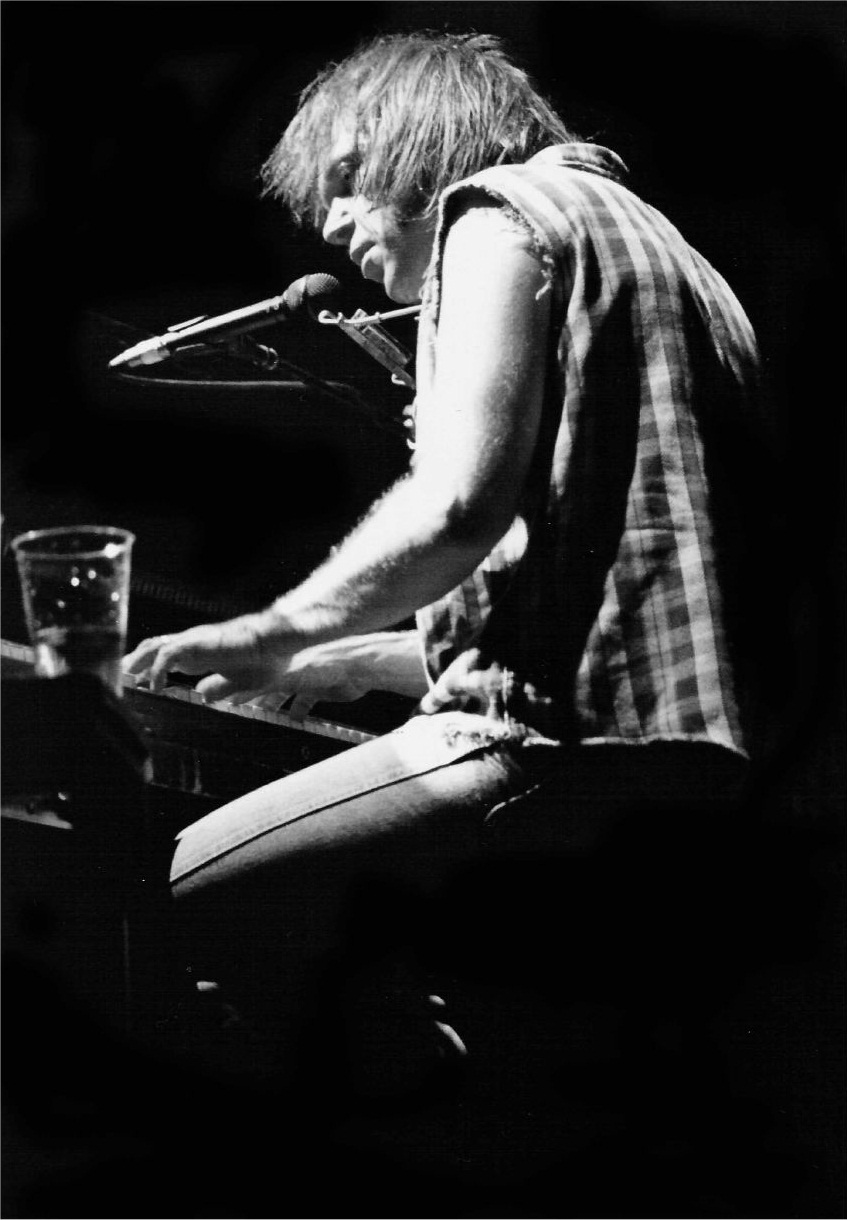
Neil Young in concerto.

L'album esce in un momento fondamentale della vita del cantautore, la metà degli anni settanta, quando ormai si è spento l'eco delle utopie di Woodstock e un periodo di "riflusso" sta per iniziare. Young si è lasciato alle spalle il grande successo commerciale di Harvest e le folle oceaniche dei tour con Crosby, Stills & Nash, per distruggere quasi la sua carriera con mosse commercialmente azzardate come il progetto del film Journey Through the Past e un disco ostico come Time Fades Away, entrambi affossati da critica e pubblico; la sua relazione privata con l'attrice Carrie Snodgress sta giungendo al termine, al figlioletto della coppia, Zeke, viene diagnosticata una forma di paralisi cerebrale, e il tutto contribuisce allo sprofondare del musicista in una spirale di depressione che lo porterà a comporre la celebre "trilogia del dolore" di cui proprio On the Beach è il capitolo centrale in ordine di pubblicazione (come già detto, Tonight's the Night anche se registrato prima, verrà pubblicato solo nel 1975). Il cantautore canadese sembra annichilito dal lato oscuro di quella stagione "pace e amore" palesatosi alla fine del decennio precedente. I fallimenti della politica militante e no, il commercializzarsi del rock in formule sempre più collaudate e quindi ripetitive e svuotate di ogni "significato rivoluzionario", le droghe pesanti che scorrono ovunque mietendo vittime tra i giovani, l'incapacità di mettere in atto gli ideali di libertà tanto decantati dai profeti della controcultura degli anni sessanta, sembrano aver lasciato un profondo solco nella psiche del musicista.
Stilisticamente, l'album interrompe la dicotomia classica dei dischi di Neil Young, quasi sempre divisi a metà tra delicate ballate country-folk e hard rock impetuoso. On the Beach vanta una maggiore unitarietà stilistica, incentrata sul blues, dove tutte le tracce sono comunque contraddistinte da una sostanziale, visionaria, malinconia di fondo. Non a caso, nel recensire l'album all'epoca della sua pubblicazione, la rivista Rolling Stone lo definì: "Uno degli album più disperati del decennio". Il rimorso per la morte degli amici Danny Whitten e Bruce Berry, unito alla tristezza per la fine della relazione con Carrie Snodgress, sembrano ancora non dare tregua all'artista. Un'influenza importante per il sound generale dell'album fu l'incontro di Young con il musicista country hippie Rusty Kershaw, un bizzarro personaggio dedito al consumo di marijuana che frequentava all'epoca il ranch del canadese, e che spinse Neil a sperimentare maggiormente con stili musicali quali il folk rurale, il blues, e il bluegrass. A dimostrazione dell'importante ruolo svolto da Kershaw nel corso delle sessioni, Young gli affidò anche la stesura delle note interne del disco.

### Registrazione
L'album venne registrato in maniera caotica, con Young che utilizzò diversi musicisti di studio, spesso fornendo loro solo arrangiamenti scheletrici ridotti all'osso da seguire come tracce base dei brani (in maniera simile a quanto fatto per Tonight's the Night). Inoltre optò frequentemente per sonorità ruvide, con missaggi approssimativi, piuttosto che dedicarsi ad un sound più pulito e levigato, alienandosi in questo modo la simpatia degli ingegneri del suono addetti alla registrazione dell'album. Le sessioni partirono all'inizio del 1974 al Broken Arrow Ranch dove Young e un gruppo di musicisti fidati, tra cui Ben Keith, Billy Talbot, e Ralph Molina, registrarono alcune nuove canzoni con David Briggs in cabina di regia: Walk On e For the Turnstiles, che finiranno sull'album, e poi Traces, Winterlong, insieme a nuove versioni di Bad Fog of Loneliness e Tonight's the Night. In aprile le sessioni si spostano ai Sunset Sound Studios e vedono l'arrivo di numerosi ospiti come Tim Drummond, David Crosby, Graham Nash, George Whitsell, e la sezione ritmica di The Band: Levon Helm e Rick Danko. In questo periodo Young, Keith, e Kershaw incisero anche una versione del brano tradizionale natalizio Greensleeves che però rimase inutilizzata.
Nel corso delle sessioni per il disco, Young e la sua band consumarono un intruglio fatto in casa chiamato "honey slides", costituito da frittelle di marijuana e miele che, a detta loro, "sembrava eroina". Ciò potrebbe aver provocato l'atmosfera soffusa generale dell'album, particolarmente evidente nella seconda facciata dell'LP. A proposito del disco, Neil Young lo definì a posteriori "un buon album" aggiungendo: «Specialmente il secondo lato dell'album, quello con Ambulance Blues, Motion Pictures e On the Beach».

### Descrizione dei brani

#### Walk On
Walk On è il singolo che riporta in classifica Young (69º posto negli Stati Uniti), assente dai tempi di Harvest e, insieme a For the Turnstiles, era presente in una ipotetica scaletta per Tonight's the Night compilata dal produttore David Briggs ma scartata da Young stesso. Il ritmo sostenuto di Walk On dà inizio all'album con un moto di rivalsa, dove Neil esprime il suo livore verso i critici che parlano di lui sottolineando solo il lato depressivo del suo carattere: «I hear some people been talkin' me down / Bring up my name / pass it 'round / They don't mention the happy times / They do their thing / I'll do mine» ("Sento che qualcuno sparla di me / fanno il mio nome a casaccio e se lo rigirano / non parlano dei tempi felici / si facciano gli affari loro / io mi farò i miei"). Nel brano si può scorgere anche una sorta di risposta ai Lynyrd Skynyrd che lo avevano attaccato con la loro Sweet Home Alabama.

#### See the Sky About to Rain
L'eterea See the Sky About to Rain attenua l'atmosfera, sorretta dall'esile voce di Young sempre sul punto di spezzarsi, e dal sognante suono del pianoforte elettrico Wurlitzer. Si tratta di una delle composizioni più vecchie sull'album, dato che Young aveva già sperimentato la canzone in pubblico nel corso del suo tour acustico solista del 1971. Il brano era stato anche provato nel corso delle sessioni per Harvest, ma Neil non era rimasto soddisfatto della versione approntata e lo aveva regalato ai The Byrds che lo registrarono per il loro album di reunion del 1973 intitolato Byrds.

#### Revolution Blues
(Revolution Blues, Neil Young)

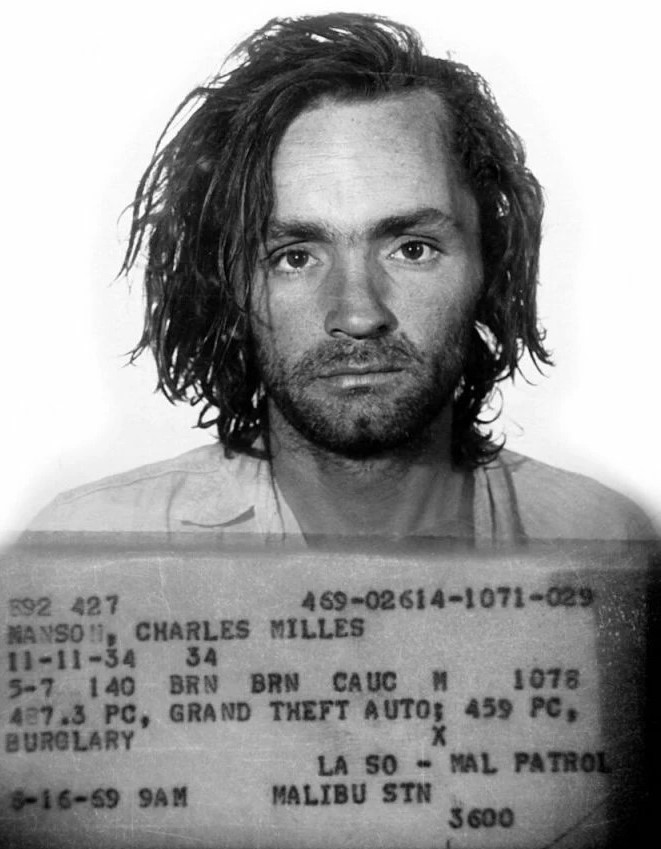
Charles Manson

Revolution Blues, è ispirata agli omicidi compiuti nel 1969 dalla setta di Charles Manson, che Young aveva conosciuto quando abitava a Topanga Canyon. Si tratta di uno dei brani più controversi dell'intera storia del rock, dove Young, nauseato da quello che è diventata l'America dei primi anni settanta, sembra volersi identificare nello psicopatico Manson, con versi rabbiosi quali: «ho sentito che Laurel Canyon è piena di famose star / Ma io le odio peggio dei lebbrosi / e le ucciderò nelle loro auto». Una leggenda metropolitana racconta che David Crosby, presente alla chitarra ritmica nel pezzo, impallidì letteralmente nell'ascoltare la strofa incriminata, e che, dopo ripetuti tentativi andati a vuoto di dissuadere Young dal pubblicare il brano, iniziò a girare armato per paura che qualche fan squilibrato potesse mettere in pratica le parole del testo della canzone. Il significato del brano non è però da fraintendersi, Young non vuole celebrare la figura di Manson, ma, esorcizzarla attraverso un'identificazione nel senso di colpa collettivo di una società malata.

#### For the Turnstiles
La successiva For the Turnstiles, brano folk blues che si distingue per via dell'uso del banjo, è una celebrazione di un'America rurale ormai scomparsa. Young (banjo) e Ben Keith (dobro) si dividono la scena cantando in duetto il ritornello della canzone alla maniera dei vecchi "brother duet", un filone musicale particolarmente diffuso negli anni venti e trenta nell'ambiente rurale degli Stati Uniti del sud e spesso legato alla tradizione gospel. Era suonato da due musicisti per formazione, spesso fratelli o parenti, nella forma classica un mandolinista e un chitarrista o, in alcuni casi, due chitarristi. Si tratta di una traccia dall'impianto arcaico, che più risente dell'influenza stilistica esercitata da Kershaw su Young in quel periodo.

#### Vampire Blues
La prima facciata si chiude con Vampire Blues, un classico blues dominato da uno stridente assolo alla chitarra elettrica da parte di Young. Il testo contiene un curioso risvolto ecologista, dove il musicista si dichiara "un vampiro che succhia il sangue dalla terra" per poi rivenderne il contenuto (petrolio) a peso d'oro. La traccia è uno scarno blues nello stile di John Lee Hooker. Nel pezzo Tim Drummond suona la carta di credito sfregandosela sulla barba di una settimana creando un curioso effetto fruscio.

#### On the Beach
(On the Beach, Neil Young)
Il secondo lato si apre con i sette minuti della title track, una lenta ballata malinconica nella quale il piano Wurlitzer suonato da Graham Nash e le percussioni di Ben Keith creano un'atmosfera angosciante. Nel testo del brano Neil Young offre una lucida confessione sul suo ruolo di rockstar e di icona generazionale: «I need a crowd of people, but I can't face them day to day» ("Ho bisogno di una folla di gente, ma non posso affrontarla giorno dopo giorno").

#### Motion Pictures (For Carrie)
La "Carrie" di Motion Pictures è quasi certamente Carrie Snodgress, attrice con la quale Neil ebbe una lunga relazione sentimentale dal 1971 al 1974. Nella canzone Young riflette amaramente sulla fine imminente della loro storia d'amore (i due si separeranno nel novembre '74). Il rapporto con la Snodgress era stato probabilmente la causa della separazione di Neil con Susan (la sua prima moglie). Prestando attenzione al brano A Man Needs a Maid presente sull'album Harvest, si può notare come ci siano nel testo delle avvisaglie di questo rapporto sentimentale. Dalla relazione con Carrie nacque Zeke, il primo figlio di Neil. Nelle note interne dell'album la traccia è indicata con il titolo completo Motion Pictures (For Carrie), mentre invece sulla retrocopertina del disco è riportata solo come Motion Pictures.

#### Ambulance Blues
(Ambulance Blues, Neil Young)

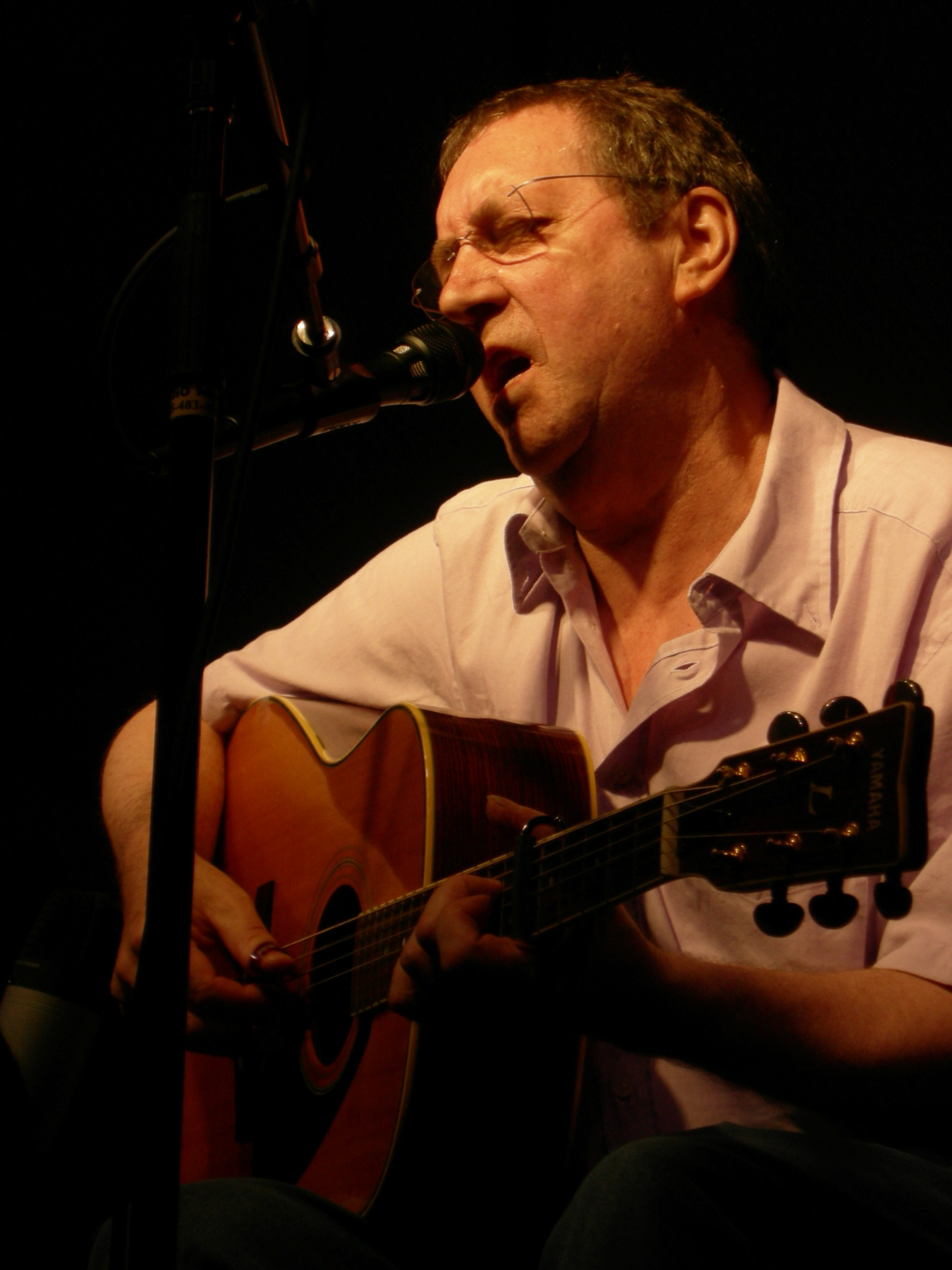
Bert Jansch nel 2007.

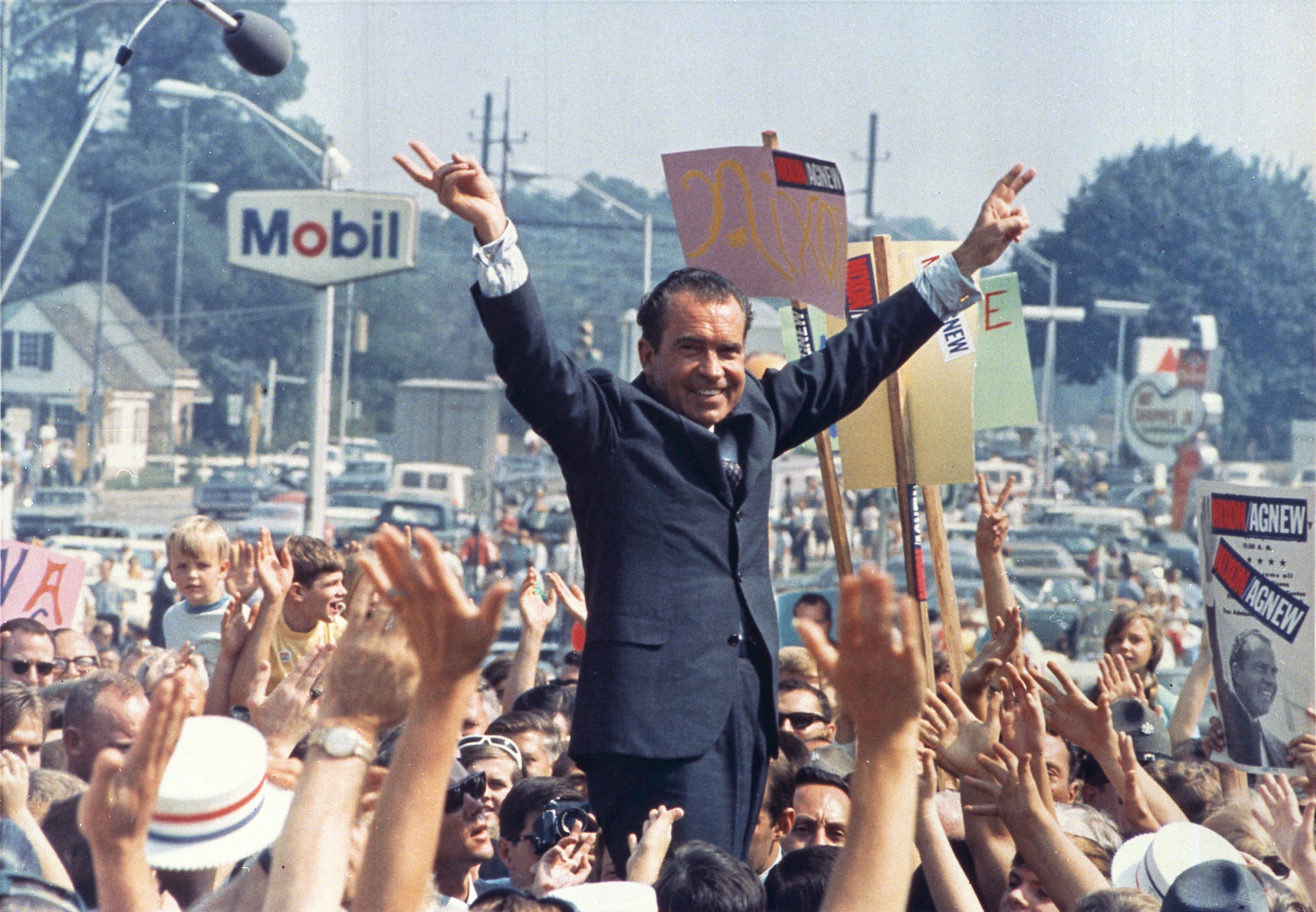
Nixon a Filadelfia durante la campagna elettorale, luglio 1968.

Ambulance Blues, una lunga ballata folk acustica posta in chiusura dell'album, cita "inintenzionalmente" la melodia del brano di Bert Jansch Needle of Death. Nel corso di un'intervista del 1992 per la rivista francese Guitare & Claviers, Young discusse l'influenza di Jansch sulla sua musica: «Per quel che riguarda la chitarra acustica, Bert Jansch è allo stesso livello di Jimi (Hendrix). Il primo dei suoi dischi è epico. Mi arrivò dall'Inghilterra, e venni preso in particolare da Needle of Death, una canzone così bella e così arrabbiata. Quel tizio era così bravo. E anni dopo, su On the Beach, scrissi la melodia di Ambulance Blues rubando completamente la parte di chitarra presente in quella canzone, senza rendermi conto che l'avevo totalmente copiata». La canzone esplora i sentimenti di Young nei confronti della critica musicale, di Richard Nixon (particolarmente significativi a tal proposito i versi: «I never knew a man could tell so many lies / He had a different story / for every set of eyes / How can he remember / who he's talkin' to? / 'Cause I know it ain't me / and I hope it isn't you» "Non ho mai conosciuto un uomo che potesse dire tante bugie / ha una storia diversa per ogni sguardo / come può ricordarsi con chi sta parlando? / poiché so che non sono io / e spero che non sia tu"), e sullo stato di forma dei CSN&Y. La strofa: «You're all just pissing in the wind» (letteralmente "voi tutti state pisciando controvento" con il significato di "state sprecando tempo") era una citazione diretta di una frase del manager di Young circa l'inattività della band. Il critico Stephen Holden di Rolling Stone definì i nove minuti di Ambulance Blues lo "sforzo maggiore di tutta la carriera younghiana" dove l'artista riassume tutto il suo passato politico e musicale attraverso l'evocazione di precisi traumi sociali dell'epoca come lo scandalo Watergate e la vicenda di Patricia Hearst.

### Copertina
Si può notare un particolare nella copertina, che ritrae Young di spalle completamente vestito sulla spiaggia di Santa Monica in California durante una giornata livida e senza sole, mentre osserva il mare; c'è un giornale con riferimenti allo scandalo Watergate che sconvolse gli USA causando le dimissioni del presidente Richard Nixon. Neil Young si ritrova da solo sulla spiaggia degli ideali svaniti e del disincanto. Gli fanno compagnia un tavolino con sopra una lattina di birra Coors, due sedie a sdraio e un ombrellone, una Cadillac quasi del tutto sepolta nella sabbia e il già citato quotidiano sul Watergate che titola "Senator Buckley Calls For Nixon To Resign".
Il progetto grafico della copertina venne ideato dallo stesso Young insieme all'artista Gary Burden, e realizzato dal fotografo Bob Seidemann. I caratteri grafici del titolo dell'album sono di Rick Griffin, celebre grafico autore di tante copertine dei Grateful Dead.
Nella busta interna, scritte nello stile di una lettera, sono presenti le note introduttive all'album, curiosamente opera non di Young, ma del musicista country Rusty Kershaw che infatti si interroga del perché sia stato scelto per scrivere queste righe. Kershaw ci racconta di un Neil Young all'epoca fortemente depresso e in crisi, e della sua ferma volontà di provare a risollevargli il morale attraverso la musica. Nei crediti dell'album il disco è dedicato a Elliot Roberts, da sempre manager di Young, probabilmente in omaggio al ruolo da lui svolto per conservare la carriera del musicista in quel periodo particolarmente difficile della sua esistenza.

### Pubblicazione ed accoglienza
On the Beach venne pubblicato nel luglio del 1974 in contemporanea con l'inizio della tournée di reunion dei CSN&Y, non riscuotendo particolare successo. Si posizionò al 16º posto della classifica statunitense di Billboard, mentre in Gran Bretagna raggiunse un ancor meno esaltante 42º posto in classifica. In Italia l'album si aggiudicò un insospettabile 19º posto.
Ampiamente rivalutato nel corso degli anni, il disco è stato inserito da Pitchfork alla posizione numero 65 nella lista dei "Top 100 Albums of the 1970s". Nel 2007, On the Beach si è classificato alla posizione numero 40 nella lista "The Top 100 Canadian Albums" contenuta nell'omonimo libro di Bob Mersereau. L'album è inoltre citato nel libro 1001 album da non perdere a cura di Robert Dimery, e viene definito "uno degli album più complessi, affascinanti, magnetici e indecifrabili di tutta la discografia di Neil Young" da Marco Grompi nel suo saggio Neil Young 1963-2003: 40 anni di rock imbizzarrito pubblicato nel 2003. Peter Buck dei R.E.M. ha indicato On the Beach essere uno dei suoi "dischi da isola deserta".

### Reperibilità
Per circa vent'anni, la quasi totale irreperibilità  del disco fece di On the Beach una sorta di leggenda. L'album venne messo fuori catalogo in formato vinile a metà degli anni ottanta, e restò disponibile in cassetta solo per breve tempo. Quando alla fine degli anni ottanta il compact disc iniziò a divenire il supporto più gettonato e di conseguenza tutti gli album del catalogo degli artisti più celebri vennero ristampati in formato digitale, On the Beach non venne ripubblicato in CD, e nemmeno negli anni seguenti. Insieme ad altri sei lavori di Young, rimase indisponibile fino al 2003, quando venne finalmente pubblicato rimasterizzato in quel formato. Le ragioni di ciò rimangono oscure, ma esistono sufficienti indizi che sia stato lo stesso Neil Young a non dare l'autorizzazione per la ristampa del disco in CD fino al 2003, citando vagamente "problemi audio vari" e "dispute legali". Dal 2000 al 2003, più di 5000 fan firmarono una petizione online per la ristampa in CD dell'opera prima di essere finalmente accontentati. Dopo la ristampa in CD, il 13 aprile 2004 ne viene pubblicata anche una versione DVD-Audio (Reprise 73945-9). Questa edizione contiene nel menù i testi (non inclusi nell'edizione originale) e foto in bianco e nero provenienti da un concerto del 26 marzo 1974. Altri extra mostrano due copertine diverse dell'LP uscite in Messico e Thailandia, e quella del singolo tedesco di Walk On.

## Tracce

### LP
Lato A
Testi e musiche di Neil Young.
1. Walk On (Prodotto da Neil Young e David Briggs) – 2:40
2. See the Sky About to Rain (Prodotto da Neil Young e Mark Harman) – 5:03
3. Revolution Blues (Prodotto da Neil Young e Mark Harman) – 4:02
4. For the Turnstiles (Prodotto da Neil Young e David Briggs) – 3:13
5. Vampire Blues (Prodotto da Neil Young e Mark Harman) – 4:11

Lato B
Testi e musiche di Neil Young.
1. On the Beach (Prodotto da Neil Young e Al Schmitt) – 7:04
2. Motion Pictures (Prodotto da Neil Young e Al Schmitt) – 4:20
3. Ambulance Blues (Prodotto da Neil Young e Al Schmitt) – 8:57

## Formazione
Musicisti
- Neil Young: chitarra, banjo, armonica a bocca, pianoforte elettrico, voce
- Ben Keith: slide guitar, dobro, piano, organo, percussioni, basso, voce
- David Crosby: chitarra ritmica in Revolution Blues
- Rick Danko: basso in Revolution Blues
- Tim Drummond: basso, percussioni
- Levon Helm: batteria in See the Sky About to Rain e Revolution Blues
- Rusty Kershaw: slide guitar in Motion Pictures, violino in Ambulance Blues
- Ralph Molina: batteria, percussioni, voce
- Graham Nash: piano elettrico in On the Beach
- Billy Talbot: basso in Walk On
- Joe Yankee: armonica a bocca in See the Sky About to Rain, tamburello elettrico in Ambulance Blues
- George Whitsell: chitarra in Vampire Blues

Altri crediti
- Gary Burden: grafica
- Rick Griffin: lettering
- Bob Seidermann: fotografia
- Rusty Kershaw: note interne

## Cover
- I Mercury Rev hanno eseguito una cover di Motion Pictures durante un concerto e Vampire Blues in una trasmissione radio.
- I Grant Lee Buffalo hanno eseguito una cover di For the Turnstiles in un concerto nei primi anni novanta.
- Lo stesso Neil Young cantò Ambulance Blues con i musicisti dei R.E.M. durante uno dei suoi concerti alla Bridge School.
- Ernest Ellis registrò On the Beach e cantò il pezzo live.
- I Bush inserirono una cover di Revolution Blues nel CD contenente il singolo Comedown
- I Widespread Panic sono conosciuti per aver suonato delle cover di Walk On e Vampire Blues durante i loro concerti.
- Lisa Miller incluse una cover di Ambulance Blues in Car Tape 2 realizzato nel 2010.
- I Radiohead hanno inciso una reinterpretazione del brano On the Beach.
- I Golden Smog hanno inciso una cover del brano On the Beach.